# NGC 304
NGC 304 је спирална галаксија у сазвежђу Андромеда која се налази на NGC листи објеката дубоког неба.
Деклинација објекта је + 24° 7' 38" а ректасцензија 0h 56m 6,0s. Привидна величина (магнитуда) објекта NGC 304 износи 13,1 а фотографска магнитуда 14,0. NGC 304 је још познат и под ознакама UGC 573, MCG 4-3-18, CGCG 480-23, PRC C-6, PGC 3326.